# Beida (província)

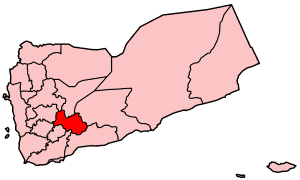
Localização no Iêmen

Beida (em árabe: البيضاء; romaniz.: Al Bayda) é uma província (moafaza) do Iêmen. Em janeiro de 2004 possuía uma população de 571.778 habitantes. Localiza-se no centro do país, em torno de sua capital, a cidade de Beida.